# Bukovica, Ivančna Gorica
Bukovica este o localitate din comuna Ivančna Gorica, Slovenia, cu o populație de 85 de locuitori.